# El caminante sobre el mar de nubes
El caminante sobre el mar de nubes (en alemán, Der Wanderer über dem Nebelmeer) es un óleo sobre tela del pintor alemán Caspar David Friedrich (1774-1840). Datado en el año 1818, ha sido considerada como una de las obras maestras y más representativas del Romanticismo. La obra mide 74,8 centímetros de ancho por 94,8 centímetros de alto. Actualmente se conserva en el museo de arte en la Kunsthalle de Hamburgo.
La obra representa a un viajero, al que se ha identificado con el propio Friedrich, que se encuentra de pie en lo alto de una montaña elevada, mirando un mar de nubes que queda debajo. El viajero se encuentra de espaldas. Viste de verde oscuro. Adelanta una pierna y se apoya en un bastón. Se pueden ver los picos de otras montañas saliendo entre la niebla, mientras que una cadena de enormes montañas ocupa el fondo. La gran extensión de cielo por encima de las alturas de las montañas del fondo cubre gran parte del cuadro. Se trata de un paisaje de la Suiza Sajona.

## Análisis
Esta obra de arte está creada teniendo en cuenta las convenciones de género tanto del Romanticismo como del paisaje. La obra, de esta manera, no se diferencia de otras obras de Friedrich; parecía sentirse bastante atraído con la idea de ver y experimentar la naturaleza en lugares aislados y maravillosos: al borde del mar o de lagos, en la cima de las montañas, o en lo alto de una cascada.
Posteriormente, en la carrera pictórica de Friedrich, la seducción que sentía por la idea de que la expresión personal debía ligarse a un aislamiento físico y espiritual se hizo más aparente.

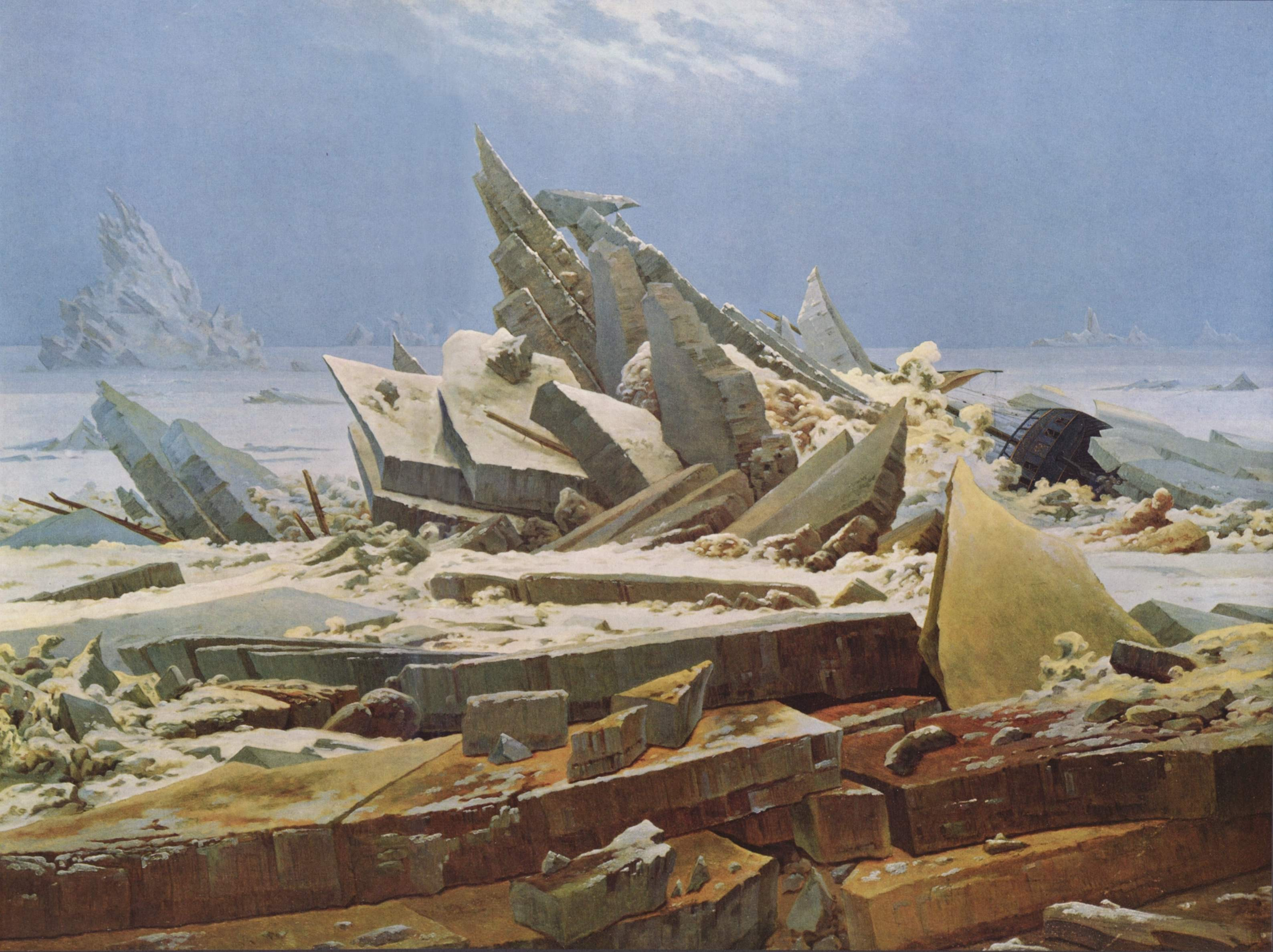
Mar de hielo, 1823-1824.

El interés de Friedrich por la naturaleza queda claramente evidenciado en otras de sus obras.
Ejemplo de ello es Acantilados blancos en Rügen, también del año 1818, que retrata a un hombre en pie y una mujer sentada, mirando el panorama, mientras que otro hombre, arrodillado, mira por encima del borde de un vasto y alto acantilado que lleva al océano infinito. Ambos cuadros fueron ejecutados durante el año de su viaje de bodas a Rügen. Los cuadros de esta época evocan la contemplación y la interrogación. Otro ejemplo de esto puede encontrarse en la obra de Friedrich El mar de hielo (1824), que representa, en primer plano, una gran masa de ruinas, y, en los planos medio y posterior, pilas similares de ruinas, numerosas, ensuciando lo que parece ser un paisaje helado.
El estilo del cuadro logra un sentimiento de misterio que está en el Romanticismo.
Utiliza una gama cromática más bien fría: negro de la figura central, marrón oscuro en las rocas y el gris y el blanco de la niebla y el cielo. Los únicos colores cálidos aparecen en el primer plano. De esta manera, con colores más cálidos en primer plano y predominantemente fríos en el fondo, logra una perspectiva cromática. Además, debido a que el primer plano es oscuro y descarnado, mientras que el fondo resulta más brillante, claro, menos incisivo, pintándose de manera más difuminada, Friedrich consigue una perspectiva aérea.
El paisaje mostrado no es una representación topográfica.
Otra característica que Friedrich utiliza en sus obras, es que los hombres suelen llevar el mismo traje, que consiste en una levita gris o negra, cerrada hasta el cuello; una camisa de cuello amplio, un birrete negro de terciopelo sobre cabellos que, en ocasiones, suelen llegar hasta los hombros. Este traje representa el antiguo traje alemán, que simbolizan las guerras de liberación y, aunque fue censurado, Friedrich no lo quitó de sus obras. Por ejemplo algunas obras donde emplea esta iconografía son Dos hombres observando la luna, Hombre y mujer observando la luna y El viajero contemplando un mar de nubes.

## Simbolismo
Como los demás cuadros de Caspar David Friedrich, no es un mero paisaje, sino que tiene un contenido simbólico.[cita requerida]

### El caminante

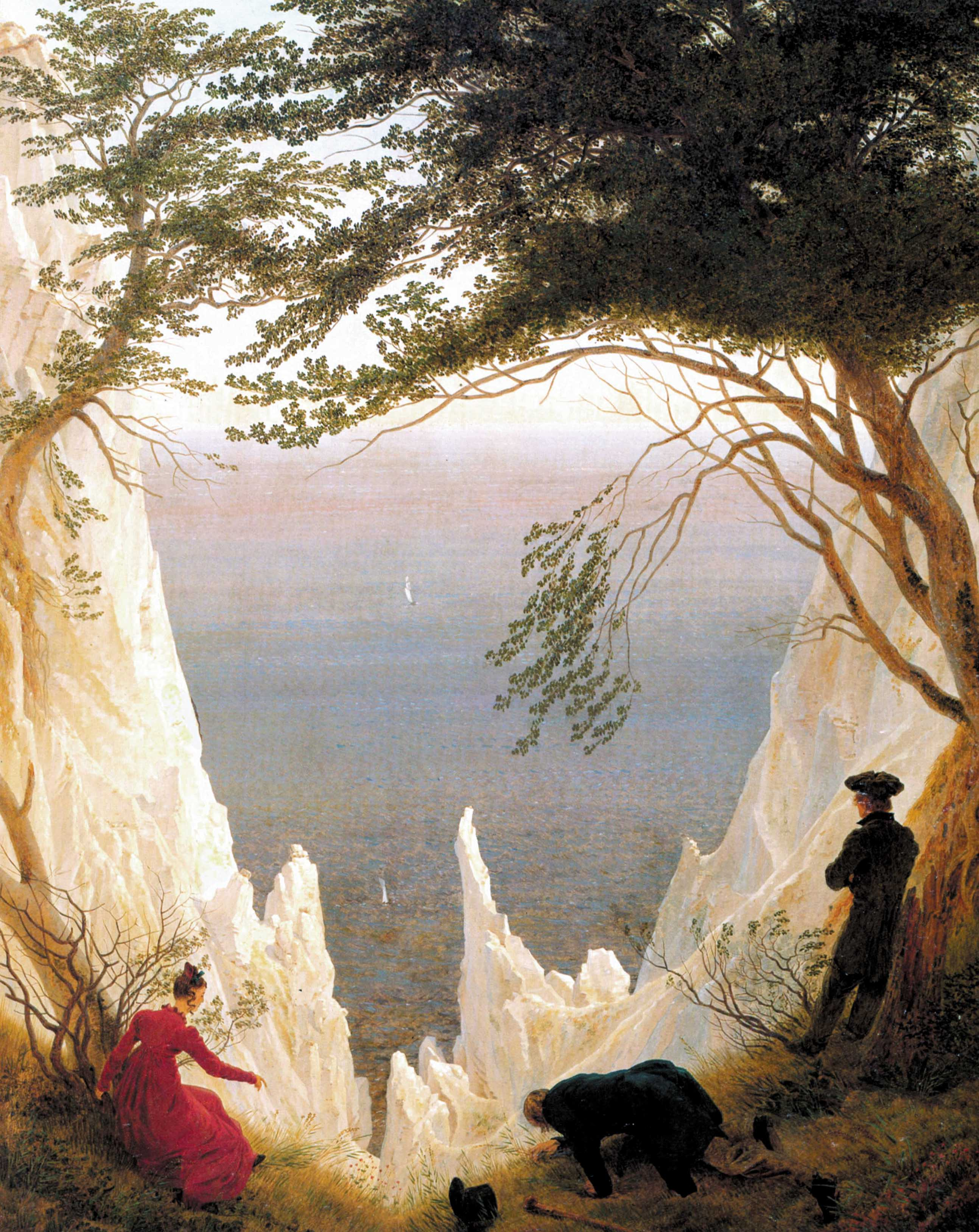
Acantilados blancos en Rugen, 1818.

El hecho de que el viajero se encuentre de espaldas y no pueda vérsele la cara, ha sido objeto de análisis e interpretaciones. De esta forma el autor impide que la fisonomía del personaje anónimo distraiga la atención del paisaje. Al mismo tiempo, el no tener rostro transmite mejor la idea de la disolución del individuo en el «todo» cósmico.
Esta postura (una persona vuelta de espaldas tiene la vista puesta en un paisaje romántico) se repite en otras pinturas de Friedrich, como los Acantilados blancos en Rügen (1818). La figura vuelta de espaldas desempeña en los cuadros de Friedrich un papel similar a la de análogas figuras en los cuadros del pintor surrealista René Magritte; también Magritte trabajó con motivos únicos como con piezas de desalineamiento. Las figuras vueltas de espaldas en las que a menudo se puede reconocer a Friedrich, adoptan una posición central en sus pinturas al óleo a partir de 1807. Se ha propuesto la hipótesis de que, como Friedrich no dibujaba particularmente bien a las personas, su amigo Georg Friedrich Kersting, que también pintó a Caspar David en su estudio, pintase algunas figuras para los cuadros de Friedrich.
La figura vuelta de espaldas cumple una importante función como figura de identificación. Normalmente están colocados de tal manera que cubren el punto de fuga. A causa de ello, el espectador tiende a colocarse en el lugar de la figura, y de esta manera seguir también de cerca el fenómeno natural.
Las figuras no representan individuos concretos y la naturaleza serviría de proyección a los sentimientos del espectador.
El hecho de que el viajero se encuentre en el centro de la pintura, además, indica que está en posición de dominación. Sin embargo, el llevar un bastón, quizá para facilitarle la ascensión, apunta a cierta debilidad.
El viajero se encuentra solo. Todo indica que no hay otra presencia humana. Se percibe en el individuo aislamiento y soledad.
El caminante simbolizaría, en fin, al ser humano que concibe su vida terrena (la montaña a la que corresponde la masa rocosa en primer plano) como un preludio a la vida eterna (el mar de nubes). La postura del caminante, con una pierna delante de otra, indicaría que domina la vida de este mundo y mira al más allá con admiración esperando que le llegue una vida eterna.

### El paisaje
Las rocas entre la montaña en la que está el viajero y el fondo simbolizarían la fe del ser humano en Dios. Las montañas del fondo representan la vida eterna futura en el Paraíso.
El mar de nubes en sí se ha entendido también como alusión a la divinidad, estando el ser humano entre la naturaleza (la montaña del primer plano) y Dios (el mar de nubes).
Otras interpretaciones aluden a que el mar de nubes representaría la inmensidad del universo frente a la pequeñez del ser humano. El ser humano no es nada ante la naturaleza, se puede en consecuencia hacer referencia a la posterior colección de poemas Las hojas de otoño (1832) de Víctor Hugo en las que se evoca la pequeñez del ser humano frente a la naturaleza. La naturaleza se regenera, pero el ser humano es mortal. Se pretende transmitir el sentimiento de lo sublime, la impresión de magnificencia y sobrecogimiento que produce la naturaleza en toda su grandeza. El varón de espaldas parece recordar, sumido en su contemplación, a algún difunto o su propia mortalidad.
H. Zerner (1976) propuso una interpretación simbólica de los elementos: la niebla sería la imagen de las divagaciones, de la realidad escondida, la barrera entre la tierra y el cielo; las rocas, lo que los une, la imagen de la fe.
Finalmente, también se ha hecho una interpretación política y nacionalista de esa obra. Durante las guerras napoleónicas (1803-1815) se logró cierta unificación de los estados alemanes, perdida después con el Congreso de Viena (1814-1815). En este contexto, Friedrich expresaría la esperanza de una Alemania libre y mejor. En este sentido, el caminante no sería Friedrich, sino un caído en las guerras de liberación (1813-1815). Por ser un símbolo político, viste la típica levita alemana, prohibida en 1818.